# Hans Günter Winkler
Hans Günter Winkler (Barmen, 24 de julio de 1926-Warendorf, 9 de julio de 2018) fue un jinete alemán que compitió para la RFA en la modalidad de salto ecuestre.
Participó en seis Juegos Olímpicos de Verano entre los años 1956 y 1972, obteniendo un total de siete medallas: dos oros en Melbourne 1956, oro en Roma 1960, oro en Tokio 1964, bronce en México 1968, oro en Múnich 1972 y plata en Montreal 1976. Ganó dos medallas en el Campeonato Mundial de Saltos Ecuestres, en los años 1954 y 1955, y cinco medallas en el Campeonato Europeo de Saltos Ecuestres entre los años 1957 y 1969.

## Palmarés internacional
| Representando al Equipo Alemán Unificado |                         |                   |             |
| Juegos Olímpicos                         |                         |                   |             |
| Año                                      | Lugar                   | Medalla           | Categoría   |
| 1956                                     | Melbourne (Australia)   | Medalla de oro    | Individual  |
| 1956                                     | Melbourne (Australia)   | Medalla de oro    | Por equipos |
| 1960                                     | Roma (Italia)           | Medalla de oro    | Por equipos |
| 1964                                     | Tokio (Japón)           | Medalla de oro    | Por equipos |
| Representando a la RFA                   |                         |                   |             |
| Juegos Olímpicos                         |                         |                   |             |
| Año                                      | Lugar                   | Medalla           | Categoría   |
| 1968                                     | México (México)         | Medalla de bronce | Por equipos |
| 1972                                     | Múnich (RFA)            | Medalla de oro    | Por equipos |
| 1976                                     | Montreal (Canadá)       | Medalla de plata  | Por equipos |
| Campeonato Mundial                       |                         |                   |             |
| Año                                      | Lugar                   | Medalla           | Categoría   |
| 1954                                     | Madrid (España)         | Medalla de oro    | Individual  |
| 1955                                     | Aquisgrán (RFA)         | Medalla de oro    | Individual  |
| Campeonato Europeo                       |                         |                   |             |
| Año                                      | Lugar                   | Medalla           | Categoría   |
| 1957                                     | Róterdam (Países Bajos) | Medalla de oro    | Individual  |
| 1958                                     | Aquisgrán (RFA)         | Medalla de bronce | Individual  |
| 1961                                     | Aquisgrán (RFA)         | Medalla de bronce | Individual  |
| 1962                                     | Londres (Reino Unido)   | Medalla de plata  | Individual  |
| 1969                                     | Hickstead (Reino Unido) | Medalla de bronce | Individual  |